# يوميات زوجة مفروسة أوي (مسلسل)
مسلسل مصري كوميدي يعرض في رمضان 2015 موافق 1436 من بطولة داليا البحيري وخالد سرحان ونخبة من الممثلين المصريين ومن تأليف أماني ضرغام ومن إخراج أحمد نور.

## القصة
مسلسل كوميدي اجتماعي تدور أحداثه في حلقات منفصلة متصلة حول صحفية تعمل بنفس الجريدة التي يعمل بها زوجها، وينشأ بينهما صراع فكري بسبب مواقفهما السياسية المختلفة بعد ثورة 25 يناير. يوضح المسلسل شكل العلاقة بين الزوجين في حياتهما الخاصة وفي حياتهما العملية، كاشفًا في السياق العديد من السلوكيات الخاصة بالرجل الشرقي.

## الجزء الأول
مسلسل كوميدي اجتماعي تدور أحداثه في حلقات منفصلة متصلة حول صحفية تعمل بنفس الجريدة التي يعمل بها زوجها، وينشأ بينهما صراع فكري بسبب مواقفهما الحياتية المختلفة والاختلافات بين طبيعة الرجل وطبيعة المرأة. يوضح المسلسل شكل العلاقة بين الزوجين في حياتهما الخاصة وفي حياتهما العملية، كاشفًا في السياق العديد من السلوكيات الخاصة بالرجل الشرقى.

### الممثلين
| - داليا البحيري: إنجي - خالد سرحان: علي - رجاء الجداوي: رجاء - سمير غانم: سمير - مروة عبد المنعم: كاميليا القليوبي - إيمان السيد: منال - حسن عبد الفتاح: سامح - شريف باهر: المعلم شعبان - شيماء سيف: زوجة شعبان - مدحت تيخا: حسين زوج كاميليا - حكيم المصري: الشاويش | ظهور خاص - حمدي الرملي: الحارس - عبير عادل: أم السعد - كمال السيد: خاطف إنجي - محمد غنيم - داليا الخولي: ميسون | بالإشتراك مع - جمال يوسف: الفراش - باسم شريف: عليش - محمد نصر: حارس الخاطف - شانتيل - نور المغربي - وائل علاء: وائل العمارة - دعاء مصطفي رجب: هبة | الاطفال - سليم هاني عبد المقصود: سولي - نور إيهاب: مي - كيمي: حفيدة إنجي - محمود نور: حفيد إنجي - حور الشاذلي: حور بنت كاميليا - يحيى الشاذلي: محمود ابن كاميليا - نور حمزة: كالابالا - يوسف طارق: طفل - يوسف هشام: وجه جديد | ضيوف الشرف - أحمد سالم: الجار شريف - علاء زينهم: والد انجي - سلوي عثمان: والدة انجي - محمد أبو داوود: جميل - عفاف مصطفى: ح 16 |

### الحلقات
| - السندريلا - مراتي مدير عام - لبسنا في عامود - إمسك متحرش - الحب الحب - خد أجازة | - حيوانات أليفة - الجواز العرفي - شكل الإستاذ بقى منسجم - هيا بنا نلبس - الطلاق - الإنفلات الأمني 1 | - الإنفلات الأمني 2 - صباح الخير يا إنجي العزيزة 1 - صباح الخير يا إنجي العزيزة 2 - الدجل والشعوذة - سوشيال ميديا 1 - سوشيال ميديا 2 | - كبسولة - الإعلام - الحلم - الإشعات - النزوة - الإغاني | - الريجيم - البلطجي 1 - البلطجي 2 - الأبناء - نهاية وبداية 1 - نهاية وبداية 2 |

## الجزء الثاني
بعد نجاح كتابها (يوميات زوجة مفروسة أوي)، تواصل الصحافية "إنجي" (داليا البحيري) من جديد سرد مختلف المواقف الكوميدية التي جمعت بينها وبين زوجها "علي" (خالد سرحان) الذي يزاملها في العمل بنفس الجريدة، وتنشب بينهم طوال الوقت الكثير والكثير من الخلافات المستمرة.

### الممثلين
| - داليا البحيري: إنجي أحمد - خالد سرحان: علي الطيب - سمير غانم: سمير - رجاء الجداوي: رجاء - مروة عبد المنعم: كاميليا القليوبي - محمد أبو داوود: جميل - ايمان السيد: منال - شيماء سيف: هبة - حسن عبد الفتاح: سامح - شريف باهر: المعلم شعبان - أحمد سالم: الجار شريف | بالإشتراك مع - حمدي الرملي: الحارس - عبير عادل: أم السعد - داليا الخولي: ميسون - جمال يوسف: الفراش - باسم شريف: عليش - عصام كفافى - مي صالح: سما الصحفية - ليلى صدقي: المعلمة براديس - خالد محروس: سامبو الجامبو - محمد رضوان: سعيد بزوكة - هايدي عبد الخالق: سعاد زميلة إنجي وكاميليا | مع نجوم تياترو مصر - حكيم المصرى: الشاويش - يسرا كرم: سكرتيرة الطبيب - إبراهيم سعيد: مدرس خصوصي - احمد سعد والي: تربو مساعد بازوكا - مي دياب: مديحة متسولة ح25 - إبراهيم صابر: صابر - محمد طلبة: الطبيب | الأطفال - سليم هاني عبد المقصود: سولي - نور إيهاب: مي - محمود نور: حفيد إنجي - كيمي: كندي حفيدة إنجي - يحيى الشاذلي: ميدو ابن كاميليا - حور الشاذلي: حور بنت كاميليا - نور حمزة: كالابالا - يوسف طارق: طفل - يوسف هشام: وجه جديد | نجوم الجزء الثاني - مدحت تيخا: حسين زوج كاميليا - سلوى عثمان: والدة علي - علاء زينهم: والد انجي - نضال نجم: باسل - د. محمد عماد: ضيف حلقة 23 - إيناس شيحة: تتيانا ضيفة حلقة 24 - سحر عبد الحميد - وائل علاء: وائل العمارة - دعاء مصطفي رجب: هبة |

### الحلقات
| - التعصب - يا حرية فينك فينك الرجالة بينا وبينك - مراتي صاروخ - خطيب مراتي - يعملوها الكبار - وهم نفسي..!! | - الفرخة الدايخة - لسة فاكر ؟؟ كان زمان - مبروك جايلك بيبي - حامل وبتوحم - طلق صناعي - حياة جديدة | - سي عمر - روبابيكيا - في بيتنا بازوكا - يابخت من زار وغار - لو كنت فقير الجزء الأول - لو كنت فقير الجزء الثانى | - الحرية مسئولية - نريد التعليم الجديد - علقة موت - انجي بنت الشارع - خلقة ربنا - يوم من عمري | - انجي تحت التهديد - الفلانتين - ح27 - خسسوني شكراً - يسقط حكم سي السيد - أهلا رمضان |

## الجزء الثالث
يستكمل المسلسل احداث الجزئين الأول والثاني، حيث يتعرض للمواقف التي تقع للصحفية (إنجي) مع زوجها (علي) الذي يعمل معها في نفس الجريدة، وأيضًا ما يتعرضون له من مفارقات كوميدية مع الجيران وزملاء العمل.

### الممثلين
| - داليا البحيري: إنجي أحمد - خالد سرحان: علي الطيب - سمير غانم: سمير - رجاء الجداوي: رجاء - مروة عبد المنعم: كاميليا القليوبي - مدحت تيخا: حسين زوج كاميليا - محمد أبو داوود: جميل - شيماء سيف: هبة - حسن عبد الفتاح: سامح - جمال يوسف: الفراش - إيمان السيد: منال - شريف باهر: المعلم شعبان - أحمد سالم: الجار شريف - سلوى عثمان: والدة علي - علاء زينهم: والد انجي | بالإشتراك مع - حمدي الرملي: الحارس - عبير عادل: أم السعد - داليا الخولي: ميسون - حكيم المصري: عسكري حسين - أحمد رمضان | الأطفال - سليم هاني عبد المقصود: سولي - نور إيهاب: مي - محمود نور: حفيد إنجي - كيمي: حفيدة إنجي - يحيى الشاذلي: ميدو ابن كاميليا - حور الشاذلي: حور بنت كاميليا - نور حمزة: كالابالا - يوسف طارق: طفل - يوسف هشام: وجه جديد نجوم الجزء الثالث - وائل علاء: وائل العمارة - دعاء مصطفى رجب: هبة | ضيوف الحلقات - ساندي علي: ساندي ح1->3 - محمد يوسف: السفاح ح4، 5 - تامر فرج: شريف القط ح8، 9 - إسراء الصابوني: حبيبة العسكري محمود ح 13، 14 - سلام ريان :فاروق ميامي ح 18 إلي 21 - محمد جاد: فتحي ميامي ح 18 إلي 21 - محمد صفاء: فهمي ميامي ح 18 إلي 21 | - محمود مهدي:فريد ميامي ح 18 إلي 21 - ريم المصري: فراولة ميامي ح 18 إلي 21 - مصطفى منصور: سولي بن علي وإنجي كبير - يسرا وجيه: مي بنت علي وإنجي كبير - ناجي زويد: عمر بن علي وإنجي كبير - محمد سعد: كالابالا بن علي وإنجي كبير - احمد حلمي: ميدو بن حسين وكاميليا كبير - دنيا سمير غانم: حور بنت حسين وكاميليا كبير |

### الحلقات
| - بابا مصاحب ج1 - بابا مصاحب ج2 - بابا مصاحب ج3 - مسجل خبر ج1 - مسجل خبر ج2 - ستر الوالدين - جوازة الهنا | - البلطجة ج1 - البلطجة ج2 - زوجة رجل مهم ج1 - زوجة رجل مهم ج2 - فرق تسد - الفرح ج1 - الفرح ج2 | - يوم الوفاء 1 - يوم الوفاء 2 - جيل ورا جيل - يا بخت من زار وخفف ج1 - يا بخت من زار وخفف ج2 - يا بخت من زار وخفف ج3 - نصيرة الغلابة ج1 | - نصيرة الغلابة ج2 - الحسناء في مواجهة الغلاء - فاعل خير ج1 - فاعل خير ج2 - فاعل خير ج3 - مسئول نص كم ج1 - مسئول نص كم ج2 | - الجار للجار ج1 - الجار للجار ج2 - عيد جواز ج1 - عيد جواز ج2 - عيد جواز ج3 - عيد جواز ج4 |

## روابط خارجية
- يوميات زوجة مفروسة أوي على موقع IMDb (الإنجليزية)
- يوميات زوجة مفروسة أوي على موقع قاعدة بيانات الأفلام العربية
- يوميات زوجة مفروسة أوي على موقع قاعدة بيانات الفيلم (الإنجليزية)